# 河辺村 (岡山県)
河辺村（かわなべそん）は、岡山県勝田郡にあった村。
現在の津山市瓜生原、河辺、国分寺、日上に当たる。
ここでは現在の津山市河辺地区についても扱う。

## 沿革
- 1889年6月1日 - 町村制施行に伴い、勝南郡瓜生原村、河辺村、国分寺村、日上村が合併し、河辺村となる。大字国分寺に役場を置く。
- 1900年4月1日 - 勝南郡が勝北郡と合併し、勝田郡となる。
- 1954年7月1日 - 周辺の9村とともに津山市へ編入される。

### 河辺地区
旧・河辺村（町村制後の側）を河辺地区と呼んでいる。町村制前の河辺村、現在の大字河辺を指す場合もあるがここでは前者について述べる。河辺小学区に一致する。中学校は津山東中学区。津山インターチェンジがあり、大阪方面からの中国自動車道を利用した場合の津山市への玄関口となる地区である。

### 隣接自治体・地区
- 津山市大崎地区
- 津山市高野地区
- 津山市東津山地区
- 津山市広野地区
- 津山市福岡地区
- 美咲町（旧・北和気村）

### 地区の地名
- 瓜生原
- 河辺
- 国分寺
- 日上

### 人口
5384人（2019年1月1日現在。住民基本台帳による。津山市調べ）。地名ごとの人口は各地名記事を参照。

## 教育

### 幼稚園
- 河辺幼稚園

### 保育園
- 国分寺保育園

#### 学校
- 河辺小学校（現・津山市立河辺小学校）[1]

## 交通

### 鉄道
地区内に駅はなし。JR姫新線が通過するのみ。

### 道路
廃止当時は未完成。

#### 高速道路
- 中国自動車道 ： 津山IC

#### 国道
- 国道53号
- 国道179号

#### 県道
- 一般県道
  - 岡山県道350号西吉田川崎線
  - 岡山県道477号金屋国分寺線

## 河川・山岳

### 河川
- 吉井川
- 加茂川
- 広戸川

## 名所・旧跡・観光スポット・祭事・催事

### 旧跡
- 美作国分寺跡
- 美作国分尼寺跡

### 寺院・神社

#### 寺院
- 国分寺

#### 神社
- 河辺神社（河辺）
- 瓜生神社（瓜生原）
- 金古神社（国分寺）
- 高瀬神社（日上）